# Theridion cheimatos
Theridion cheimatos är en spindelart som beskrevs av Willis J. Gertsch och Archer 1942. Theridion cheimatos ingår i släktet Theridion och familjen klotspindlar. Inga underarter finns listade i Catalogue of Life.